# Amtsgericht Neuruppin

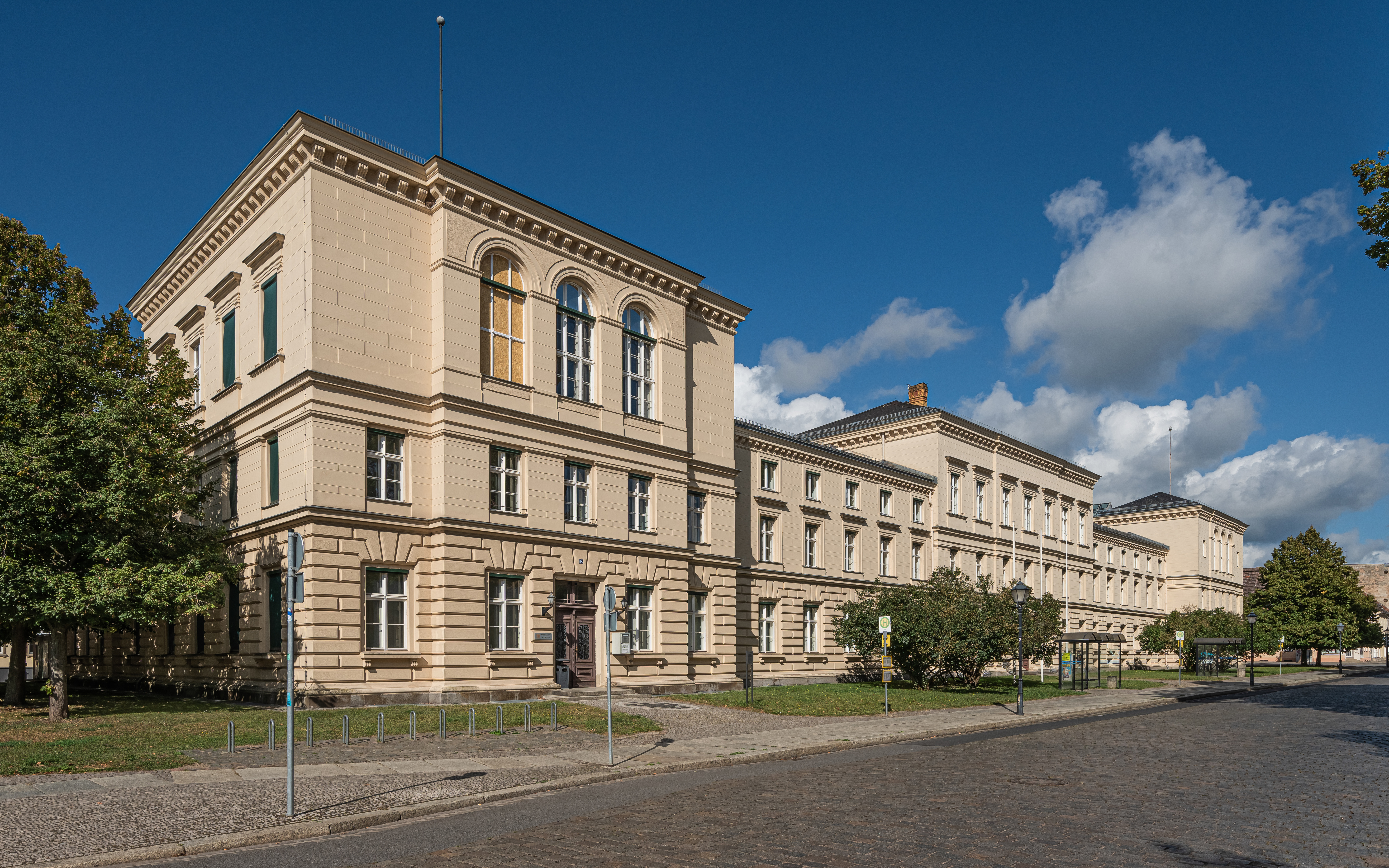
Amtsgericht Neuruppin

Das Amtsgericht Neuruppin ist eines von 24 Amtsgerichten in Brandenburg und ein Gericht der ordentlichen Gerichtsbarkeit. Es nutzt das alte Landgerichtsgebäude in der Karl-Marx-Straße 18a (früher Friedrich-Wilhelm-Straße) in Neuruppin.

## Amtsgerichtsbezirk
Der Bezirk des Amtsgerichts Neuruppin erstreckt sich auf den Landkreis Ostprignitz-Ruppin.

## Zuständigkeit und Aufgaben
In den Zuständigkeitsbereich des Amtsgerichts fallen folgende Tätigkeiten: Zivilsachen, Familiensachen, Strafsachen, Ordnungswidrigkeitssachen, Betreuungs- und Unterbringungssachen, Insolvenzsachen, Registersachen (Handels-, Genossenschafts-, Vereins- und Partnerschaftsregister), Wohnungseigentumssachen, Nachlasssachen, Grundbuchsachen, Zwangsversteigerungs- und Zwangsverwaltungssachen, Landwirtschaftssachen, Personenstandssachen, Mahnsachen und Zwangsvollstreckungssachen.
Bei dem Amtsgericht Neuruppin besteht eine auf den Bezirk des Landgerichts Neuruppin konzentrierte Zuständigkeit für Register-, Insolvenz-, Zwangsversteigerungs- und Zwangsverwaltungssachen sowie Landwirtschaftssachen und Wirtschaftsstrafsachen.

## Übergeordnete Gerichte
Im Instanzenzug übergeordnet sind das Landgericht Neuruppin, das Brandenburgische Oberlandesgericht (in Brandenburg an der Havel) und der Bundesgerichtshof.

## Geschichte
In Neuruppin bestand seit 1849 ein preußisches Kreisgericht, das Kreisgericht Neuruppin. Im Rahmen der Reichsjustizgesetze wurden die Kreisgerichte aufgehoben und einheitlich Amtsgerichte gebildet. Das königlich preußische Amtsgericht Neuruppin wurde mit Wirkung zum 1. Oktober 1879 als eines von 14 Amtsgerichten im Bezirk des Landgerichtes Neuruppin im Bezirk des Kammergerichtes gebildet. Der Sitz des Gerichts war die Stadt Neuruppin.
Sein Gerichtsbezirk umfasste Landkreis Ruppin ohne die Teile, die den Amtsgerichten Gransee, Lindow, Rheinsberg und Wusterhausen zugeordnet waren.
Am Gericht bestanden 1880 drei Richterstellen. Das Amtsgericht war damit das größte Amtsgericht im Landgerichtsbezirk.
Im Rahmen der Weltwirtschaftskrise wurden 60 Amtsgerichte als Folge von Sparverordnungen aufgehoben. Mit der Verordnung über die Aufhebung von Amtsgerichten vom 30. Juli 1932 wurde das Amtsgericht Fehrbellin zum 30. September 1932 aufgehoben und sein Sprengel zwischen dem Amtsgericht Neuruppin und dem Amtsgericht Kremmen (nur die Gemeinde Linum) aufgeteilt.
Das Amtsgericht Lindow (Mark) wurde zum 1. Juli 1951 aufgehoben und sein Gerichtssprengel dem Amtsgericht Neuruppin übertragen. Zum 1. Juli 1951 wurde auch das Amtsgericht Wusterhausen/Dosse sowie das Amtsgericht Rheinsberg in eine Zweigstelle des Amtsgerichts Neuruppin umgewandelt.
Mit der Abschaffung der Länder in der DDR wurde 1952 auch das Gerichtswesen völlig neu strukturiert. Es entstanden nun Bezirksgerichte auf Ebene der Bezirke und Kreisgerichte auf Ebene der Landkreise. In Neuruppin wurde das Kreisgericht Neuruppin für den Kreis Neuruppin gebildet. Dieses war dem Bezirksgericht Potsdam nachgeordnet. Die bisherigen Gerichte wurden aufgehoben.
Mit dem Gesetz über die Neugliederung der Kreisgerichtsbezirke im Land Brandenburg (Brandenburgisches Kreisgerichtsbezirksgesetz – BbgKrGBG) vom 8. Dezember 1992 wurde das Kreisgericht Wittstock mit Wirkung vom 1. Januar 1993 aufgehoben und als Zweigstelle des Gerichtes in Neuruppin weitergeführt.
Das Brandenburgische Gerichtsneuordnungsgesetz (BbgGerNeuOG) verkündet als Artikel 1 des Gesetzes zur Neuordnung der ordentlichen Gerichtsbarkeit und zur Ausführung des Gerichtsverfassungsgesetzes im Land Brandenburg vom 14. Juni 1993 verfügte zum 1. Dezember 1993 die Fortführung der bestehenden Kreisgerichte als Amtsgerichte. Damit wurde das Kreisgericht Neuruppin wieder zum Amtsgericht Neuruppin.

## Amtsgerichtsgebäude
An der Stelle des heutigen Gerichtsgebäudes befanden sich im Mittelalter der Alte Markt und das Rathaus. Ein Vorgängerbau des Rathauses brannte bei dem Stadtbrand 1787 ab. Von 1800 bis 1804 wurde dann ein neues klassizistisches Gebäude als Rathaus errichtet. 1871 wurde das Rathaus in die Wichmannstraße 18 verlegt und das alte Rathaus im Jahre 1880 abgerissen. Hier wurde das heutige Amts- und Landgericht mit Haftanstalt von 1881 bis 1887 erbaut. Verantwortlich waren Regierungsbaumeister Mende und Kreisbauinspektor Brunner.
Der Gebäudekomplex ist eine monumentale Dreiflügelanlage im Stil des Historismus. Die streng symmetrische Hauptfassade wird von einem zentralen Pavillon und zwei Eckpavillons geprägt, die von niedrigeren Zwischenbauten verbunden werden. Die hierdurch entstandene Dreiteiligkeit trennte im Inneren Amtsgericht, Landgericht und Gefängnistrakt. Bemerkenswert sind im Inneren die schmiedeeisernen Treppengitter und umfangreiche Stuckarbeiten aus der Entstehungszeit.
Das Gerichtsgebäude (Karl-Marx-Straße 18a) steht als Baudenkmal unter Denkmalschutz.